# Synkronisering
Synkronisering er det at gøre ting samtidig, eller at bringe flere hændelser til at ske i et tidsmæssigt afhængigt forhold.
Der finder synkronisering sted i mange elektroniske og mekaniske processer.

## Analog fjernsynssynkronisering
Eksempelvis havde analoge fjernsynsapparater før i tiden et par justeringsknapper bagpå med påskriften:
- horisontal synk. (vandret synkronisering) og
- vertikal (lodret) synk.

Det var til justering af synkroniseringskredsløbene for henholdsvis linjerne (i billedet) og selve billedet. Fjernsynssignalet indeholder nemlig nogle synkroniseringspulser, så tv-apparatet selv kan finde ud af at begynde et nyt delbillede på det rigtige tidspunkt, og at hver linje tegnes på det korrekte tidspunkt. Uden denne synkronisering vil billedet 'vælte' eller 'rulle'. I dag er denne manuelle justering unødvendig på grund af forbedrede konstruktioner, der bedre kan 'låse' sig fast på synkroniseringspulserne.

## Eksterne links
- Wikimedia Commons har flere filer relateret til Synkronisering
- selvsynkronisering